# Ensete ventricosum
Абіссинський банан (Ensete ventricosum) — вид рослини родини бананові.

## Назва
Має різні назви: червоний банан, дикий банан. Вперше був описаний Джеймсом Брюсом у 1769 році як «не вид банана (Musa)» і записав його місцеву назву ensete. У 1853 насіння надіслали у ботанічний сад К'ю під назвою ansett.

## Будова
Велика трав'яниста рослина, що може досягати розміру до 5 м заввишки та 12 м завширшки. Має псевдостебло, що утворюється піхвами відмерлих листків. Справжнє стебло знаходиться під землею на ризомах. Інколи утворює бокові пагони. Листя зібране на верхівці псевдостебла, велике 4 м завдовжки та 1 м завширшки. Черешки листків червонуваті, при пошкодженні виділяється білий латекс, що червоніє на повітрі. Поникле суцвіття має масивний чоловічий пуп'янок. Плоди схожі на банани, але висохлі, яскраво жовті з оранжевою м'якоттю.

## Поширення та середовище існування
Зростає по всій Африці.

## Практичне використання
Плоди не вживають зазвичай в їжу, проте квіти та коріння можна готувати.
Рослина у віці 5-ти років має кореневище, з якого можна видобути 40 кілограм їжі. За підрахунками Продовольчої та сільськогосподарської організації ООН цей банан дає більше їжі ніж будь-які зернові культури. 40-60 рослин, що займають 250—375 м² можуть прогодувати родину з 5-6 людей. Окрім того, банани краще витримують посуху ніж інші зернові. В Ефіопії врожайність цього банану — 10 тон з гектару. Плантації банану часто розміщені на полях сорго чи змішані з насадженнями кавових дерев.
Подрібнені частини стовбура та коріння ферментують під землею протягом 4-6 місяців і отримують їжу під назвою «кочо» (англ. kocho), який додають до борошна. З вареного коріння отримують «амічо» (amicho), що нагадує варену картоплю. Булла (bulla) — крохмаль, що видобувають з кочо, і використовують в супах та кашах.
У 1984–85 роках в Африці через епідемію масово вимерли плантації абіссинського банану. Ті, що залишилися, споживалися в їжу в молодому віці. Після цього він не зміг знову набути популярності як сільськогосподарська культура.

## Галерея

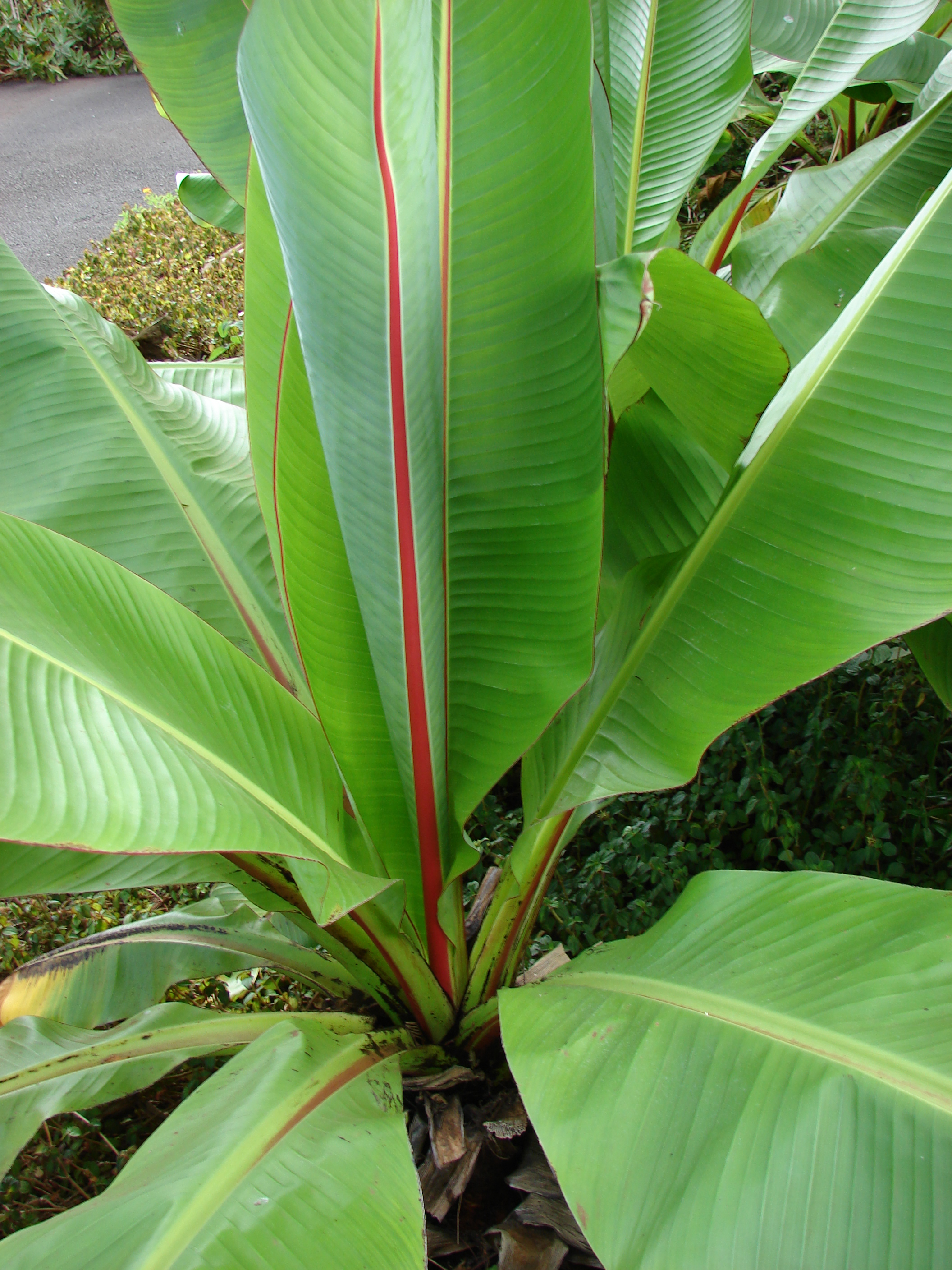
Листя
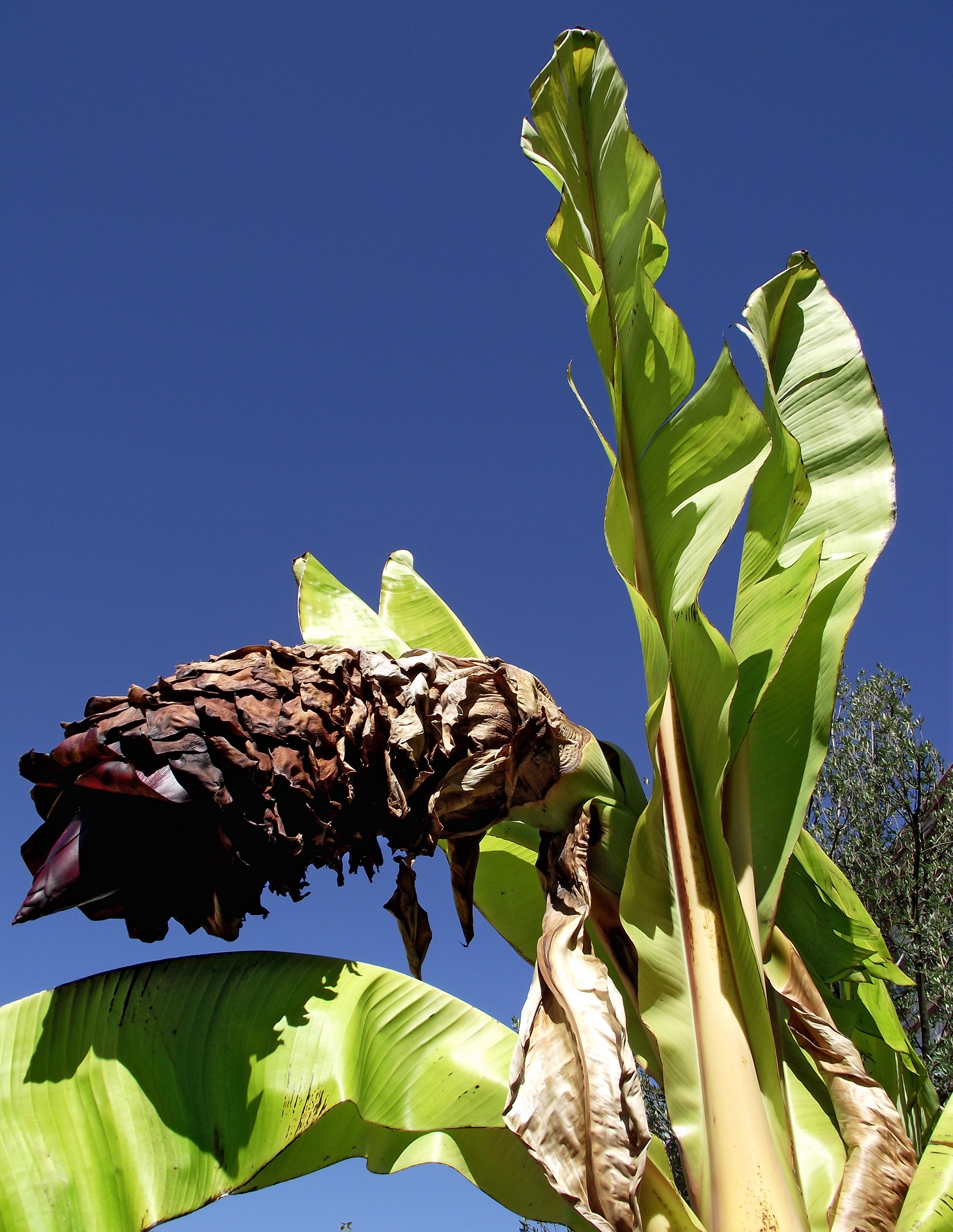
Квітка
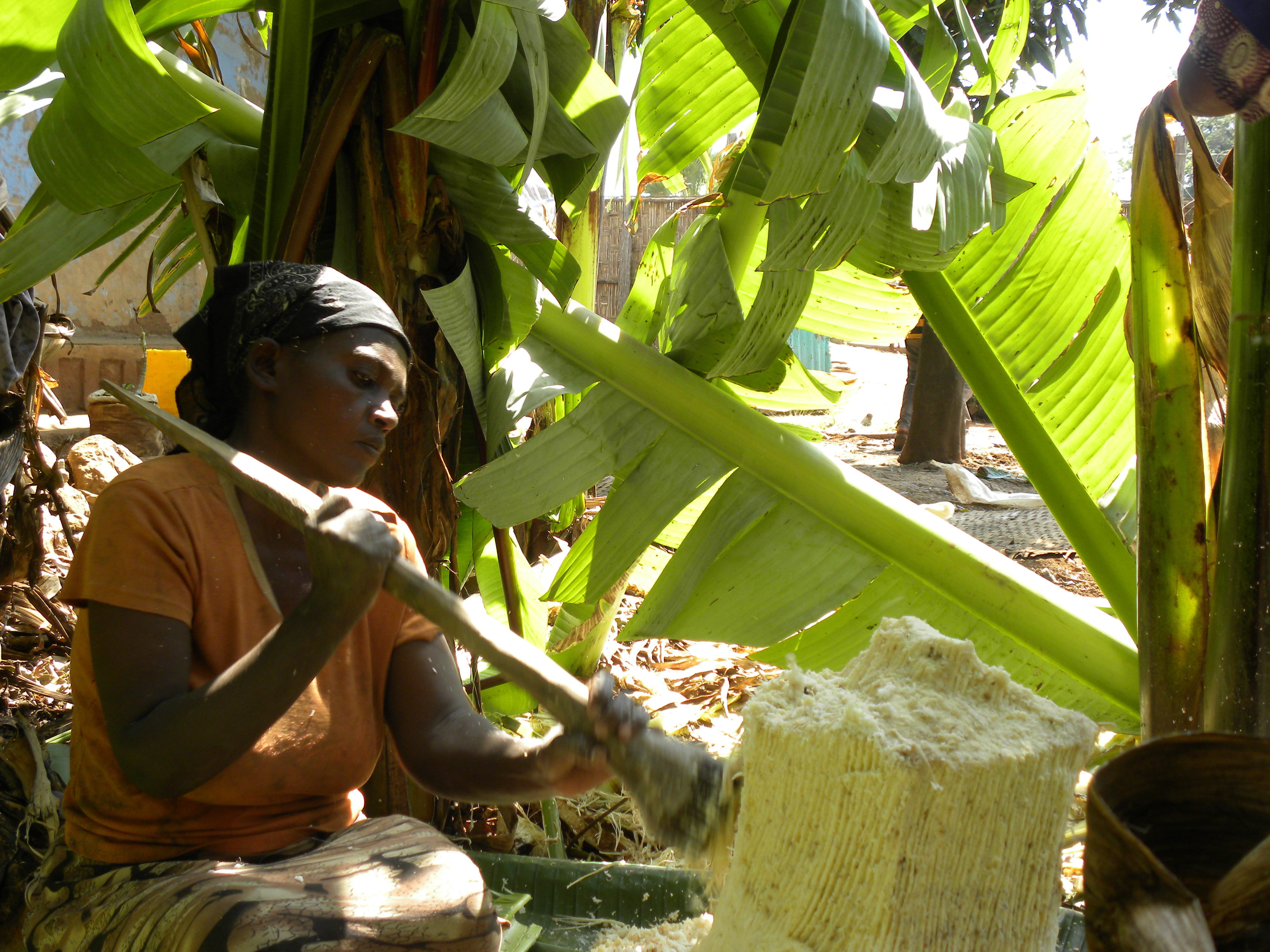
Видобування їжі з частини абіссинського банана традиційним інструментом